# HMS Kalvsund (11)
HMS Kalvsund (11), även MUL 11, var en minutläggare i svenska marinen som togs i tjänst 1947. Konstruktör var marindirektör Tore Herlin som förutom Mul 11 ritade skonerterna Gladan och Falken, Jagarna Öland och Uppland samt många andra örlogsfartyg och ett hundratal fritidsbåtar. Mul 11 var ett av två experimentfartyg (Mul 10) var det andra) inför en ny serie av minutläggare till Kustartilleriet, men då fartyget inte utföll till full belåtenhet främst beroende på att de som utvärderade fartyget inte förstod hur ett fartyg av MUL 11 typ skulle handhas, fortsatte utvecklingen mot serien av minutläggare typ 12 (HMS Arkösund (12)). Fartyget hette MUL 11 till 1985, då den fick sitt nuvarande namn Kalvsund. Hon var stationerad på västkusten.